# W Comae Berenices
W Comae Berenices är en variabel aktiv galax i stjärnbilden Berenikes hår. Den fick variabeldesignation åsatt innan det stod klart att den var en blazar. Därför finns den också listad bland stjärnbildens variabla stjärnor.
Objektet har en bolometrisk magnitud som varierar mellan 11,5 och 17,5.